# Mistrzostwa Świata w Kajakarstwie 2006
35. Mistrzostwa świata w kajakarstwie odbyły się w dniach 17–20 sierpnia 2006 roku w węgierskim Segedynie. Pierwsze miejsce w klasyfikacji medalowej wywalczyli reprezentanci gospodarzy. Dorobek medalowy Polski wyniósł 6 medali (1 złoty, 3 srebrne, 2 brązowe).

## Końcowa klasyfikacja medalowa
| Miejsce | Państwo         | Złoto | Srebro | Brąz | Razem |
| ------- | --------------- | ----- | ------ | ---- | ----- |
| 1       | Węgry           | 12    | 2      | 4    | 18    |
| 2       | Niemcy          | 4     | 9      | 2    | 15    |
| 3       | Rosja           | 4     | 1      | 1    | 6     |
| 4       | Polska          | 1     | 3      | 2    | 6     |
| 5       | Białoruś        | 1     | 1      | 3    | 5     |
| 6       | Czechy          | 1     | 1      | 1    | 3     |
| 7       | Serbia          | 1     | 0      | 1    | 2     |
| 7       | Szwecja         | 1     | 0      | 1    | 2     |
| 9       | Meksyk          | 1     | 0      | 0    | 1     |
| 9       | Słowacja        | 1     | 0      | 0    | 1     |
| 11      | Kanada          | 0     | 3      | 1    | 4     |
| 12      | Ukraina         | 0     | 2      | 2    | 4     |
| 13      | Chiny           | 0     | 1      | 3    | 4     |
| 14      | Hiszpania       | 0     | 1      | 0    | 1     |
| 14      | Włochy          | 0     | 1      | 0    | 1     |
| 14      | Słowenia        | 0     | 1      | 0    | 1     |
| 14      | Wielka Brytania | 0     | 1      | 0    | 1     |
| 18      | Litwa           | 0     | 0      | 2    | 2     |
| 18      | Rumunia         | 0     | 0      | 2    | 2     |
| 20      | Finlandia       | 0     | 0      | 1    | 1     |
| 20      | Nowa Zelandia   | 0     | 0      | 1    | 1     |

## Medaliści

### Mężczyźni
| Konkurencja: | Złoto:                                                                                            | Rezultat | Srebro:                                                                                           | Rezultat | Brąz:                                                                                                | Rezultat |
| C-1 200 m    | Nikołaj Lipkin                                                                                    | 39,789   | Wałentyn Demjanenko                                                                               | 40,137   | Jewgienij Cuklin                                                                                     | 40,411   |
| C-1 500 m    | Maksim Opalew                                                                                     | 1:49,727 | Jurij Czeban                                                                                      | 1:50,459 | Yang Wenjun                                                                                          | 1:50,603 |
| C-1 1000 m   | Everardo Cristóbal                                                                                | 4:07,855 | Andreas Dittmer                                                                                   | 4:10,741 | Attila Vajda                                                                                         | 4:11,347 |
| C-2 200 m    | Rosja · Jewgienij Ignatow · Iwan Sztyl                                                            | 36,494   | Niemcy · Christian Gille · Tomasz Wylenzek                                                        | 36,978   | Litwa · Raimundas Labuckas · Tomas Gadelkis                                                          | 37,058   |
| C-2 500 m    | Rosja · Aleksandr Kostogłod · Siergiej Ulegin                                                     | 1:41,520 | Niemcy · Stefan Holtz · Robert Nuck                                                               | 1:42,792 | Węgry · György Kozmann · György Kolonics                                                             | 1:42,942 |
| C-2 1000 m   | Węgry · György Kozmann · György Kolonics                                                          | 3:43,781 | Kanada · Attila Buday · Tamas Buday                                                               | 3:46,151 | Ukraina · Maksim Prokopienko · Siergiej Biezuglij                                                    | 3:46,769 |
| C-4 200 m    | Czechy · Petr Procházka · Jiří Heller · Jan Břečka · Petr Fuksa                                   | 34,052   | Białoruś · Konstantin Shcharbak · Dzmitry Rabchanka · Aleksandr Vauchetskiy · Dzmitry Vaitsishkin | 34,132   | Węgry · Pál Sarudi · Márton Joób · Gábor Horváth · Péter Balázs                                      | 34,336   |
| C-4 500 m    | Białoruś · Dzmitry Rabchanka · Dzmitry Vaitsishkin · Konstantin Shcharbak · Aleksandr Vauchetskiy | 1:31,820 | Polska · Łukasz Woszczyński · Paweł Baraszkiewicz · Marcin Grzybowski · Paweł Skowroński          | 1:32,360 | Rumunia · Gabriel Talpă · Florin Mironcic · Loredan Popa · Silviu Simioncencu                        | 1:33,710 |
| C-4 1000 m   | Niemcy · Robert Nuck · Stephan Breuing · Stefan Holtz · Thomas Lück                               | 3:27,422 | Kanada · Andrew Russell · Thomas Hall · Kyle Jeffery · Dmitrij Joukovski                          | 3:28,394 | Białoruś · Alaksandr Kurliandczyk · Alaksandr Żukowski · Alaksandr Bogdanowicz · Andriej Bogdanowicz | 3:28,880 |
| K-1 200 m    | Ronald Rauhe                                                                                      | 35,200   | Carlos Pérez                                                                                      | 35,396   | Mikoła Kremer                                                                                        | 35,516   |
| K-1 500 m    | Marek Twardowski                                                                                  | 1:38,596 | Anton Riachow                                                                                     | 1:38,698 | Lutz Altepost                                                                                        | 1:39,832 |
| K-1 1000 m   | Markus Oscarsson                                                                                  | 3:39,359 | Tim Brabants                                                                                      | 3:39,419 | Ben Fouhy                                                                                            | 3:39,443 |
| K-2 200 m    | Niemcy · Ronald Rauhe · Tim Wieskötter                                                            | 32,660   | Polska · Marek Twardowski · Adam Wysocki                                                          | 32,804   | Serbia · Dragan Zorić · Ognjen Filipović                                                             | 32,912   |
| K-2 500 m    | Niemcy · Ronald Rauhe · Tim Wieskötter                                                            | 1:27,791 | Kanada · Richard Dessureault-Dober · Andrew Willows                                               | 1:28,631 | Węgry · Gábor Kucsera · Zoltan Kammerer                                                              | 1:29,063 |
| K-2 1000 m   | Węgry · Gábor Kucsera · Zoltan Kammerer                                                           | 3:17,791 | Niemcy · Andreas Ihle · Rupert Wagner                                                             | 3:19,075 | Polska · Tomasz Górski · Adam Seroczyński                                                            | 3:19,837 |
| K-4 200 m    | Serbia · Milan Đenadić · Ognjen Filipović · Bora Sibinkic · Dragan Zorić                          | 29,965   | Węgry · Viktor Kadler · Gergely Gyertyános · Balázs Babella · István Beé                          | 30,033   | Rosja · Siergiej Kosiłow · Konstantin Wiszniakow · Stefan Szewczuk · Siergiej Kovanskiy              | 30,401   |
| K-4 500 m    | Słowacja · Richard Riszdorfer · Michal Riszdorfer · Róbert Erban · Erik Vlček                     | 1:20,606 | Węgry · Attila Csamangó · Gábor Bozsik · Attila Boros · Márton Sik                                | 1:21,188 | Polska · Adam Wysocki · Paweł Baumann · Przemysław Gawrych · Tomasz Mendelski                        | 1:21,536 |
| K-4 1000 m   | Węgry · Ákos Vereckei · Roland Kökény · Lajos Gyökös · Gábor Horváth                              | 2:56,523 | Polska · Marek Twardowski · Tomasz Mendelski · Paweł Baumann · Adam Wysocki                       | 2:57,873 | Białoruś · Wadzim Machnieu · Dziamyan Turczyn · Aleksiej Abalmasow · Raman Piatruszenka              | 2:57,879 |

### Kobiety
| Konkurencja: | Złoto:                                                                     | Rezultat | Srebro:                                                                              | Rezultat | Brąz:                                                                         | Rezultat |
| K-1 200 m    | Tímea Paksy                                                                | 40,203   | Spela Ponomarenko                                                                    | 40,947   | Karen Furneaux                                                                | 41,071   |
| K-1 500 m    | Dalma Benedek                                                              | 1:52,287 | Josefa Idem                                                                          | 1:53,265 | Zhong Hongyan                                                                 | 1:53,307 |
| K-1 1000 m   | Dalma Benedek                                                              | 4:04,683 | Katrin Wagner-Augustin                                                               | 4:06,933 | Michala Mruzková                                                              | 4:07,293 |
| K-2 200 m    | Węgry · Katalin Kovács · Nataša Janić                                      | 37,423   | Niemcy · Katrin Wagner-Augustin · Fanny Fischer                                      | 37,919   | Finlandia · Jenni Honkanen · Anne Rikala                                      | 37,983   |
| K-2 500 m    | Węgry · Katalin Kovács · Nataša Janić                                      | 1:41,998 | Czechy · Jana Bláhová · Michala Mruzková                                             | 1:43,408 | Niemcy · Fanny Fisher · Gesine Ruge                                           | 1:43,432 |
| K-2 1000 m   | Węgry · Katalin Kovács · Nataša Janić                                      | 3:48,982 | Chiny · Zhu Minyuan · Yang Yali                                                      | 3:49,756 | Białoruś · Hanna Puszkowa-Areszka · Natalija Bondarenko                       | 3:51,664 |
| K-4 200 m    | Węgry · Tímea Paksy · Melinda Patyi · Nataša Janić · Katalin Kovács        | 34,650   | Niemcy · Judith Hörmann · Nicole Reinhardt · Caroline Leonhardt · Conny Waßmuth      | 35,090   | Szwecja · Josefin Nordlöw · Sofia Paldanius · Karin Johansson · Anna Karlsson | 36,046   |
| K-4 500 m    | Węgry · Krisztina Fazekas · Tímea Paksy · Nataša Janić · Katalin Kovács    | 1:31,763 | Niemcy · Katrin Wagner-Augustin · Carolin Leonhardt · Conny Waßmuth · Judith Hörmann | 1:31,817 | Rumunia · Mariana Ciobanu · Lidia Talpă · Florica Vulpeş · Alina Platon       | 1:34,535 |
| K-4 1000 m   | Węgry · Nataša Janić · Alexandra Keresztesi · Katalin Kovács · Tímea Paksy | 3:23,428 | Niemcy · Carolin Leonhardt · Miriam Frenken · Tanja Schuck · Silke Hörmann           | 3:24,106 | Chiny · Yu Lamei · Wang Feng · Zhang Jinmei · He Jing                         | 3:25,012 |